# 霜降城
霜降城（しもふりじょう）は、山口県宇部市の中央に位置する霜降山にあった南北朝時代頃の日本の城（山城）。山口県の県指定文化財・史跡である。

## 概要
近世の天守閣や石垣を備えた城とは異なり、山頂を空堀や土塁で囲った中世の山城である。
城の範囲は南北約660メートルに及び、霜降山の4つの峰のうち最も高い峰（標高約250メートル）を本城とし、前城（標高247メートル）、後城（240メートル、235メートル）が置かれている。

## 沿革
長門国厚狭郡の豪族であり最盛期には長門国守護を務めた厚東氏が、築城から廃城まで代々の城主であった。壇ノ浦の戦いで名を上げた厚東氏の7代、厚東武光によって治承3年（1179年）頃に築城されたと伝えられる。
のちに長門守護に任じられた厚東氏は周防守護の大内氏と対立するようになり、抗争を繰り返したが、南朝：正平13年 北朝：延文3年（1358年）に至り、厚東義武（厚東氏17代）は大内弘世の攻撃を支えきれず落城した。九州に逃れた厚東義武は失地回復の戦いを挑むが、最終的に長門国は大内氏の版図に組み込まれた。
霜降城は大内氏には用いられなかったため、南北朝時代の遺構が現在も残る。1968年（昭和43年）7月4日、山口県指定史跡に指定された。 